# Вейн Даунінг
Вейн Аллан Даунінг (англ. Wayne Allan Downing; 10 травня 1940, Пеорія, Іллінойс — 18 липня 2007, Пеорія, Іллінойс) — американський воєначальник, генерал армії США (1993), командувач сил спеціальних операцій ЗС США (1993—1996), сил спеціальних операцій армії США (1991—1993), Об'єднаного Командування спеціальних операцій (1989—1991). Учасник війн у В'єтнамі та в Перській затоці.

## Біографія
Військова кар'єра
- 6 червня 1962 — другий лейтенант
- 6 грудня 1963 — перший лейтенант
- 10 листопада 1965 — капітан
- 6 січня 1969 — майор
- 1 червня 1976 — підполковник
- 1 вересня 1980 — полковник
- 1 листопада 1985 — бригадний генерал
- 1 жовтня 1988 — генерал-майор
- 5 серпня 1991 — генерал-лейтенант
- 20 травня 1993 — генерал

Вейн Даунінг народився 10 травня 1940 року у містечку Пеорія в штаті Іллінойс. У 1962 році поступив на військову службу: з вересня 1962 до лютого 1963 року навчався на курсах базової підготовки офіцерів піхоти і рейнджерів у піхотному училищі армії США у Форт Беннінг, Джорджія. Після завершення навчання отримав офіцерське звання та призначений командиром взводу роти «B» 1-го батальйону 503-го піхотного полку 173-ї повітряно-десантної бригади, розквартированої на Окінаві.
З грудня 1964 до квітня 1966 року брав участь у бойових діях у складі 173-ї повітряно-десантної бригади у В'єтнамі, ад'ютант командира бригади, офіцер розвідки і зв'язків із цивільною адміністрацією 1-го батальйону 503-го піхотного полку.
Після повернення з В'єтнаму до серпня 1967 року інструктор з тактики у Піхотній школі армії. Після цього призначений командиром роти «E» 3-го батальйону 1-ї навчальної бригади піхотного навчального центру армії США у Форт Беннінг. У січні-вересні 1968 року навчався на курсах удосконалення піхотних офіцерів піхотного училища армії США. В подальшому відбув у службове відрядження до В'єтнаму, де до грудня 1968 року командував ротою «A» 2-го батальйону 14-го піхотного полку 25-ї піхотної дивізії (протиповстанські дії), а з грудня 1968 до жовтня 1969 року — офіцер оперативного відділення батальйону 25-ї піхотної дивізії.
Після другого повернення з В'єтнаму — студент магістратури університету Тулейн у Новому Орлеані, Луїзіана, який закінчив у січні 1972 року з присвоєнням звання магістр ділового адміністрування. З лютого до червня 1972 року — навчався в Об'єднаному штабному коледжі збройних сил у Норфолку, Вірджинія.
З червня 1972 по лютий 1975 року старший оперативник з аналізу операцій/системний аналітик у відділі спеціальних регіональних досліджень директорату програмного аналізу та оцінки Офісу міністра оборони США, у Вашингтоні. З березня 1975 до грудня 1976 року офіцер оперативного відділу, начальник штабу 1-го батальйону 75-го полку рейнджерів у Форт Стюарт, Джорджія. З грудня 1976 року командував тактичною групою «Аляска» в 24-ій піхотній дивізії.
З травня 1977 року — командир 2-го батальйону рейнджерів 75-го полку. З серпня 1979 до травня 1980 року В.Даунінг проходив навчання у Воєнному коледжі Повітряних сил на авіабазі Максвелл, Алабама. Після завершення навчання, з червня 1980 до квітня 1982 року він секретар об'єднаного штабу Європейського командування США в Штуттгарт-Вайхінген, Німеччина.
З травня 1982 року бригадний генерал В.Даунінг командував 3-ю бригадою 1-ї бронетанкової дивізії в Німеччині. А у травні 1984 року він став командиром 75-го полку рейнджерів у Форт Беннінг. З листопада 1985 до червня 1987 року — заступник командувача 1-го командування спеціальних операцій у Форт Брегг, Північна Кароліна.
У червні 1987 року його призначено директором Вашингтонського офісу Командування спеціальних операцій збройних сил США на авіабазі Мак-Ділл, Флорида. З травня 1988 до грудня 1989 року В.Даунінг заступник начальника штабу з підготовки кадрів Командування навчання та доктрин армії США у Форт Монро, Вірджинія.
У грудні 1989 — серпні 1991 року командувач Об'єднаного Командування спеціальних операцій, Форт Брегг.
З серпня 1991 по квітень 1993 командувач Командування спеціальних операцій армії США, Форт Брегг, а у травні 1993 року очолив Командування спеціальних операцій США на авіабазі Мак-Ділл.